# Monte Maggio - Valle dell'Abbadia
Monte Maggio - Valle dell'Abbadia este o arie protejată (arie specială de conservare — SAC, sit de importanță comunitară — SCI) din Italia întinsă pe o suprafață de 716 ha, integral pe uscat.

## Localizare
Centrul sitului Monte Maggio - Valle dell'Abbadia este situat la coordonatele 43°16′57″N 12°48′40″E / 43.2825°N 12.811111°E.

## Înființare
Situl Monte Maggio - Valle dell'Abbadia a fost declarat sit de importanță comunitară în iunie 1995 pentru a proteja 10 specii de animale. Situl a fost protejat și ca arie specială de conservare în aprilie 2016.

## Biodiversitate
Situată în ecoregiunea continentală, aria protejată conține 11 habitate naturale: Pajiști uscate seminaturale și facies de acoperire cu tufișuri pe substraturi calcaroase (Festuco-Brometalia) (* situri importante pentru orhidee), Pajiști carstice calcaroase sau bazofile, de Alysso-Sedion albi, Pajiști alpine și subalpine calcaroase, Formațiuni de Juniperus communis pe lande sau pajiști calcaroase, Liziere de ierburi înalte hidrofile de câmpie și de nivel montan până la alpin, Pseudostepă cu ierburi și specii anuale de Thero-Brachypodietea, Păduri de fag din Apenini cu Taxus și Ilex, Păduri de stejar alb estice, Păduri ilirice de stejar și carpen (Erythronio-Carpinion), Păduri de Quercus ilex și Quercus rotundifolia, Galerii de Salix alba și de Populus alba.
La baza desemnării sitului se află mai multe specii protejate:
- păsări (8): uliu păsărar (Accipiter nisus), șorecarul comun (Buteo buteo), caprimulg (Caprimulgus europaeus), vânturel roșu (Falco tinnunculus), sfrâncioc roșiatic (Lanius collurio), pietrar sur (Oenanthe oenanthe), viespar (Pernis apivorus), mărăcinar negru (Saxicola torquatus)
- amfibieni (1): Bombina pachypus
- nevertebrate (1): croitorul mare al stejarului (Cerambyx cerdo)

Pe lângă speciile protejate, pe teritoriul sitului au mai fost identificate 4 specii de plante, 1 specie de păsări, 2 specii de mamifere, 3 specii de reptile.